# Хирш, Юлиус
Юлиус Хирш (нем. Julius Hirsch;  7 апреля 1892, Ахерн, Фрайбург — 8 мая 1945, концлагерь Освенцим) — немецкий футболист-любитель, участник футбольного турнира на Играх 1912 года.

## Биография
В возрасте 17 лет Хирш стал играть за основную команду «Карлсруэ ФФ», став частью знаменитой атакующего трио вместе с Готфридом Фуксом и Фрицем Фёрдерером, в составе которого были выиграны несколько призов, включая чемпионский титул 1910 года. Затем Хирш был приглашён в сборную Германии, за которую 24 марта 1912 года в матче против сборной Нидерландов оформил «покер», эти 4 гола остались единственными голами в сборной для него.
В составе немецкой сборной играл на ОИ-1912, но никакими результативными действиями не отметился.
В 1913 году перешёл в «Гройтер Фюрт», в составе которого в 1914 году выиграл чемпионат Германии. После начала Первой мировой войны поступил на военную службу и участвовал в боевых действиях, за что получил «Железный крест» и звание фельдфебеля.
После окончания войны вернулся в футбол и играл за «Гройтер Фюрт», а затем играл в «Карлсруэ ФФ», в составе которого были выиграны несколько региональных чемпионских титулов.
В 1933 году в Германии к власти пришли нацисты и Хирш стал подвергаться преследованиям из-за еврейского происхождения. Для того чтобы не попасть под арест Хирш в 1938 году отправился к родственникам во Францию, а затем пытался покончить с собой из-за депрессии. После попытки самоубийства Хирш проходил лечение в психиатрической клинике города Бар-ле-Дюк, а затем вернулся в Карлсруэ, где развёлся с женой-протестанткой, чтобы защитить её и двух общих детей — сына Хайнольда и дочь Эстер — от нацистских преследований.
В феврале 1943 года по указанию гестапо вместе с группой евреев был отправлен в Освенцим, где Хирш был убит при невыясненных обстоятельствах. Спустя пять лет после падения нацистского режима, в 1950 году городской суд Карлсруэ объявил его умершим с датой 8 мая 1945 года.